# Langenargen
Langenargen est une commune de Bade-Wurtemberg (Allemagne), située dans l'arrondissement du Lac de Constance, dans la région Bodensee-Oberschwaben, dans le district de Tübingen.

## Géographie
Langenargen, est située en bordure du lac de Constance.

## Histoire
La première mention authentifiée de la ville date de 770.
Après la Seconde Guerre mondiale, dans le cadre des troupes d'occupation en Allemagne (de 1946 à 1949), puis dans le cadre des Forces françaises en Allemagne (de 1949 à 1986), la ville accueille l'armée française, notamment l'Ecole des cadres interarmes de Langenargen Rhin et Danube (EOA), ainsi que des détachements des 13e régiment de dragons parachutistes (13e RDP), 110e régiment d'infanterie (110e RI), 2e bureau (service de renseignement) de L'Etat Major de l'Armée de Terre (2e EMAT), 3e régiment de chasseurs d'Afrique (3e RCA), 5e régiment de hussards (5e RH), et 2e Légion de Gendarmerie TOA.

## Démographie
|                       | v. 1990 | 2006  |
| --------------------- | ------- | ----- |
| Population totale     | ?????   | 7.956 |
| Population municipale | ?????   | 6.600 |

## Patrimoine religieux

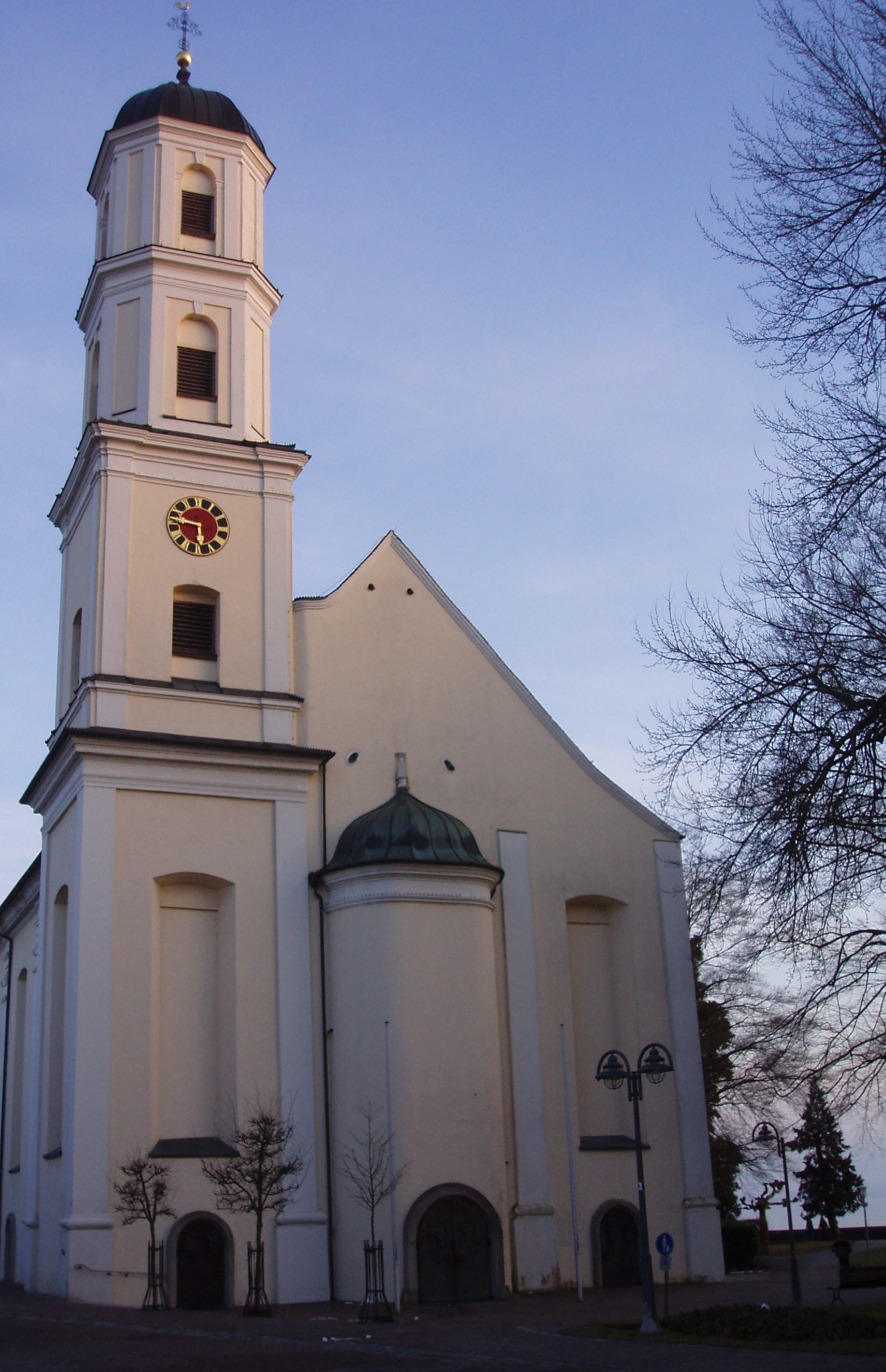
L'Église Saint-Martin

- Église Saint-Martin (XVIIe siècle), catholique
- Église Friedenskirche (XXe siècle), protestant

## Économie
Le tourisme est le fondement de l'économie de la commune.
La gare de Langenargen est desservie par la liaison ferroviaire entre Lindau et Stuttgart.

## Personnages célèbres
- Le réformateur Urbanus Rhegius (1489-1541) est né à Langenargen.
- Jan Balet (en) (1913–2009), peintre et illustrateur qui a passé une partie de son enfance dans la ville avant d'émigrer aux États-Unis en 1938.
- Josef Christ (de) (1956- ), juge depuis 2008 au Tribunal administratif fédéral, dont il est le vice-président depuis le 1er juillet 2014.

## Monuments et lieux touristiques
- Le Château de Montfort

## Jumelages
- Bois-le-Roi (Seine-et-Marne) (France) depuis 1991[2].
- Noli (Italie) depuis 2005.
- Arbon (Suisse) depuis 1963 (de l'autre côté du lac).
- Höckendorf (Allemagne) depuis 1990.

### Partenariats
- 3e régiment de hussards, 1er escadron, Immendingen, depuis 2000
- 262e bataillon d'appui aéroporté (de), Merzig, depuis 2003